# Anacaona sphaerica
Anacaona sphaerica là một loài thực vật có hoa trong họ Cucurbitaceae. Loài này được Alain mô tả khoa học đầu tiên năm 1980.